# Cantone di Cognac-1
Il Cantone di Cognac-1 è una divisione amministrativa dell'arrondissement di Cognac.
È stato costituito a seguito della riforma approvata con decreto del 20 febbraio 2014, che ha avuto attuazione dopo le elezioni dipartimentali del 2015.

## Composizione
Comprende parte della città di Cognac e i 7 comuni di:
- Boutiers-Saint-Trojan
- Bréville
- Cherves-Richemont
- Louzac-Saint-André
- Mesnac
- Saint-Brice
- Saint-Sulpice-de-Cognac